# Governatori pontifici di Benevento
I governatori o rettori pontifici di Benevento furono dei funzionari laici o ecclesiastici che governarono la città di Benevento durante la dominazione pontificia per conto della Santa Sede.

## Storia
Nel 1077 inizia ufficialmente la dominazione pontificia e il governo della città viene affidato a due rettori, scelti dai notabili in seno al gruppo dei maggiorenti di corte, previa approvazione papale. I primi due rettori sono Stefano Sculdascio e Dacomario. Da un documento del 25 agosto 1082 (la cosiddetta Carta di Stefano Sculdascio), si apprende che i due rettori esercitavano i loro doveri collegialmente e godevano del diritto di veto reciproco, proprio come i consoli romani. I rettori assumono una duplice funzione di rappresentanza: sono i delegati del papa ma, per effetto della libera elezione, sono anche i portavoce della comunità.

## Cronologia dei governatori
Agli incarichi di governatore sono aggiunti i periodi di sede vacante e ed eventuali funzionari collaterali

### XVI secolo
- Sebastiano Marzi (5 agosto 1547)
- Giovanni Battista Quieto (26 gennaio 1548)
- Sisto Bezio (5 dicembre 1548)
- Astorre (Eustorgio) Paganello (5 giugno 1549)
- Francesco d'Este[1] (1 marzo 1550)
- Scipione Bongallo (27 giugno 1553)
- Francesco d'Este (3 luglio 1555) (seconda volta)
- Giovanni Michele Saraceni (14 settembre 1555)
- Francesco d'Este (1 ottobre 1555) (terza volta)
- Marcello Piscicelli (1557)
- Alfonso Carafa, governatore a vita (16 marzo 1558)[2]
- Quintiliano Mandosi (1560)
- Antonio Francesco Lambardi, governatore (18 giugno 1560)
  - Paolo Odescalchi, sovrintendente generale (18 giugno 1560)
  - Anello Pensacani, vicario generale in temporalibus (18 giugno 1560)
- Cesare I Gonzaga, principe di Molfetta, governatore (5 settembre 1560)
  - Giulio Cesare Fornono vicario generale (21 agosto 1561)
  - Fabrizio Foscolo, vicario generale (16 marzo 1562)
- Girolamo del Monte, governatore e commissario apostolico (1564)
- Innico d'Avalos d'Aragona, gov. (22 gennaio 1566)[3]
- Quintiliano Mandosi (1568) (seconda volta)
- Pietro Giacomo, marchese Monti di Santa Maria (1 marzo 1571)
- Giacomo Boncompagno (1573)
- Innico d'Avalos d'Aragona, (1578) (seconda volta)
- Giulio Ungaresi (1582)
- Innico d'Avalos d'Aragona, (1584) (terza volta)
- Geronimo Grecco da Brescia (13 febbraio 1589)
- Ferrante Farnese, vescovo di Parma (3 marzo 1590)
- Innocenzo del Bufalo (28 maggio 1591)
- Camillo Pellegrini (1592)
- Giacomo Severolo (10 gennaio 1594)
- Ottavio Pamphili (4 febbraio 1595)
- Pietro Petroni (15 luglio 1596)
- Scipione Gottifredo, progovernatore (7 ottobre 1596)
- Traiano Boccalini (19 luglio 1597)
- Giovanni Vincenzo Cansacco (18 maggio 1598)
- Orazio Garzoni (19 febbraio 1600)[4]

### XVII secolo
- Paolo Zambeccario (4 ottobre 1601)
- Bartolomeo Cesi (1 aprile 1605)
- Fabio Arresti di Camerino (1606)
- Giovanni Battista Guanzato (19 febbraio 1607)
- Paolo de Curtis (2 luglio 1607)
- Giovanni Battista Borghese[5] (1608)
- Marco Antonio Borghese (26 dicembre 1610)
- Orazio Ludovisio Gregorio (9 marzo 1621)
- Carlo Barberini (29 agosto 1623)
- Taddeo Barberini (1630)
- Ottavio Prati (1645)
- Federico Borromeo (1646)
- Andrea Ciavarnelli di Ascoli (1648)
- Ludovico Betti (1652)
- Ottavio Roncioni (1653)
- Agostino Chigi, principe di Farnese (1656)
- Giovanni Agostino Vincentini di Rieti (1668)

Periodo di governo dei soli vicegovernatori
- Francesco Marco Caffarelli, romano (1669)
- Alessandro Caffarelli (1670)
- Lodovico Arbona di Milano (1671)
- Giovanni Bernardino dei Re (1672)
- Bernardino Inghirarni (1673)
- Lorenzo Gherardi da Montalboddo (1674)

Continua il governo con titolo di governatore
- Giovanni Rimbaldesi (1678)
- Giovanni Domenico Paracciani, romano (1679)
- Alessandro Biscaccianti (1685)
- Luca Antonio Eustachi (1687)
- Giovanni Giacinto Bonaventura (1691)
- Gianfrancesco Rota (1692)
- Carlo Tornaquinci Belloni (1694)
- Filippo Ferretti (1695)
- Giovanni degli Effetti (30 maggio 1696)

### XVIII secolo
- Valerio Rota (19 febbraio 1701)
- Faustino Crispolti (2 gennaio 1703)
- Niccolò Maria Lercari (16 gennaio 1705)
- Lorenzo Vannicelli (16 dicembre 1707)
- Giuseppe Ascanio Cansacchi (29 aprile 1710)

#### Legati apostolici di Benevento
- Giovanni Battista Spinola (26 ottobre 1712)
- Giuseppe Maria Ercolani (4 giugno 1717)
- Giovanni Battista Vidoni (26 maggio 1719)
- Domenico Marco Corsi (29 maggio 1722)
- Pietro Carlo Petroni (7 aprile 1723)
- Carlo Francesco Durini (28 febbraio 1725)
- Rizzardo Isolani (12 dicembre 1726)
- Annibale Stelluti di Fabriano (5 giugno 1728)
- Ignazio Stelluti (5 febbraio 1729)
- Filippo Buondelmonti, commissario apostolico (1730)
- Dionisio Pieragostini (2 maggio 1731)
- Giuseppe Marco Centini (11 luglio 1732)
- Luigi Gualtierio, commissario apostolico (1733)
- Giovanni Battista Stella (29 maggio 1736)
- Baldassare Cenci (13 settembre 1737)
- Ottavio Antonio Bayardi (28 luglio 1739)
- Giovanni Ottavio Bufalini (7 gennaio 1741)
- Giovanni Battista Anguisciola (29 aprile 1744)
- Filippo Ravizza (10 novembre 1744)
- Giovanni Battista Bussi de Pretis (15 marzo 1752)
- Stefano Borgia (9 dicembre 1758)
- Antonio Lante Montefeltro della Rovere (14 dicembre 1764 - dicembre 1771)
- sede vacante (1772-1774)
- Angelo Altieri (13 aprile 1774)
- Antonio Felice Zondadari (13 luglio 1775)
- Francesco De Simone, commissario apostolico e governatore provvisorio (9 aprile 1776)
- Stefano Riva (11 marzo 1777)
- Giuseppe Paride Giustiniani (19 gennaio 1781)
- Settimio Onorati (25 febbraio 1785)
- Roberto Roberti (13 agosto 1790)
- Giuseppe Zambelli (25 gennaio 1793-1807)

### XIX secolo

#### Principato di Benevento
- Charles-Maurice de Talleyrand-Périgord (5 giugno 1806 - 24 marzo 1814)

##### Governatori
- Lanchantin (16 aprile 1806)
- Louis-César-Alexandre Dufresne de Saint-Léon (28 giugno 1806)
- Louis de Beer (15 agosto 1806)
- Karl Ungaro (Austria) (1814)

#### 1860: Governo provvisorio
- Salvatore Giuseppe Rampone, presidente del governo provvisorio (30 settembre 1860 - 25 ottobre 1860)
  - Carlo Torre, governatore (21 settembre 1860 - 1861)